# Tadelakt

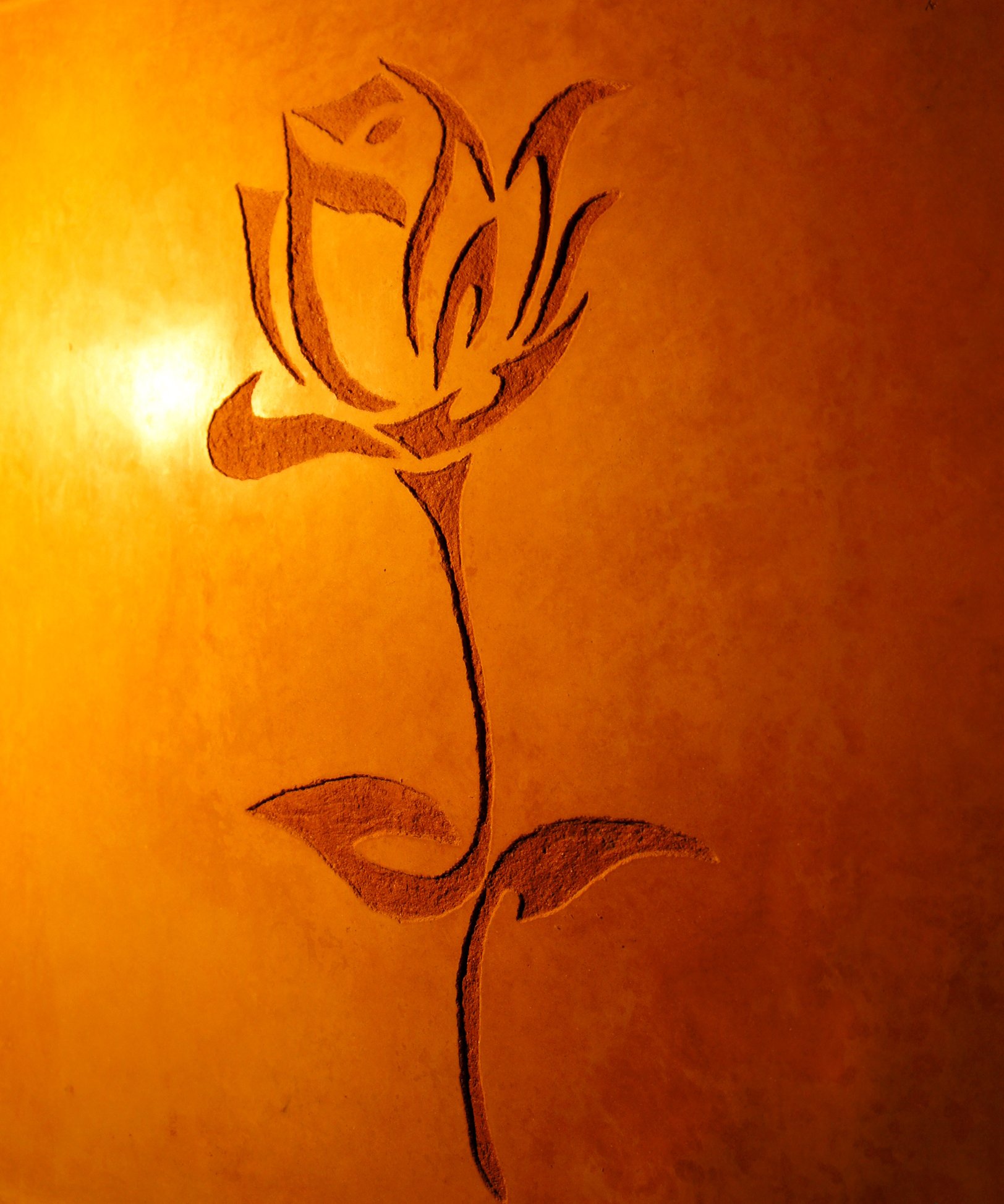
Tadelakt et décor bicolore sgraffite marocain

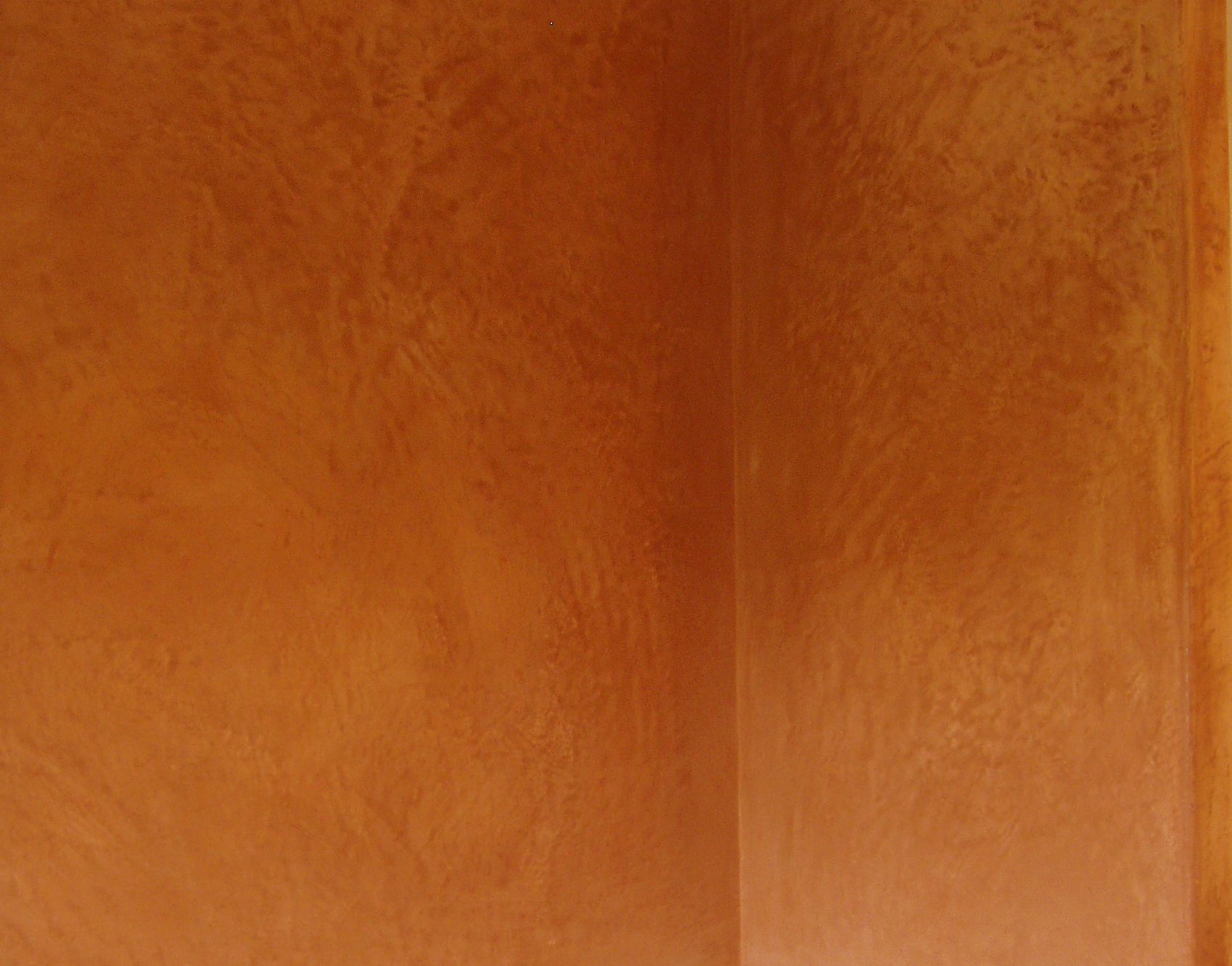
Mur enduit de Tadelakt

Le tadelakt ou tadellakt (de l'arabe دلك masser, frotter, polir, aplanir ; son déverbal est تدلاكت) est un enduit-stuc traditionnel de la culture du Maroc, et de l'artisanat marocain, lisse, doux, imperméable, fongicide, et brillant, à base de chaux de Marrakech, d'eau de chaux, et de savon noir, teinté de pigments colorés, traditionnellement utilisé pour étanchéifier les citernes d'eau, ou en artisanat d'art et arts décoratifs, pour enduire et étanchéifier des fontaines, bassins, piscines, vasques, éviers, hammams, salles de bains (douche, baignoire, lavabo...), des sols, murs, toits, et des façades, de riads, ou de palais marocain...

## Étymologie

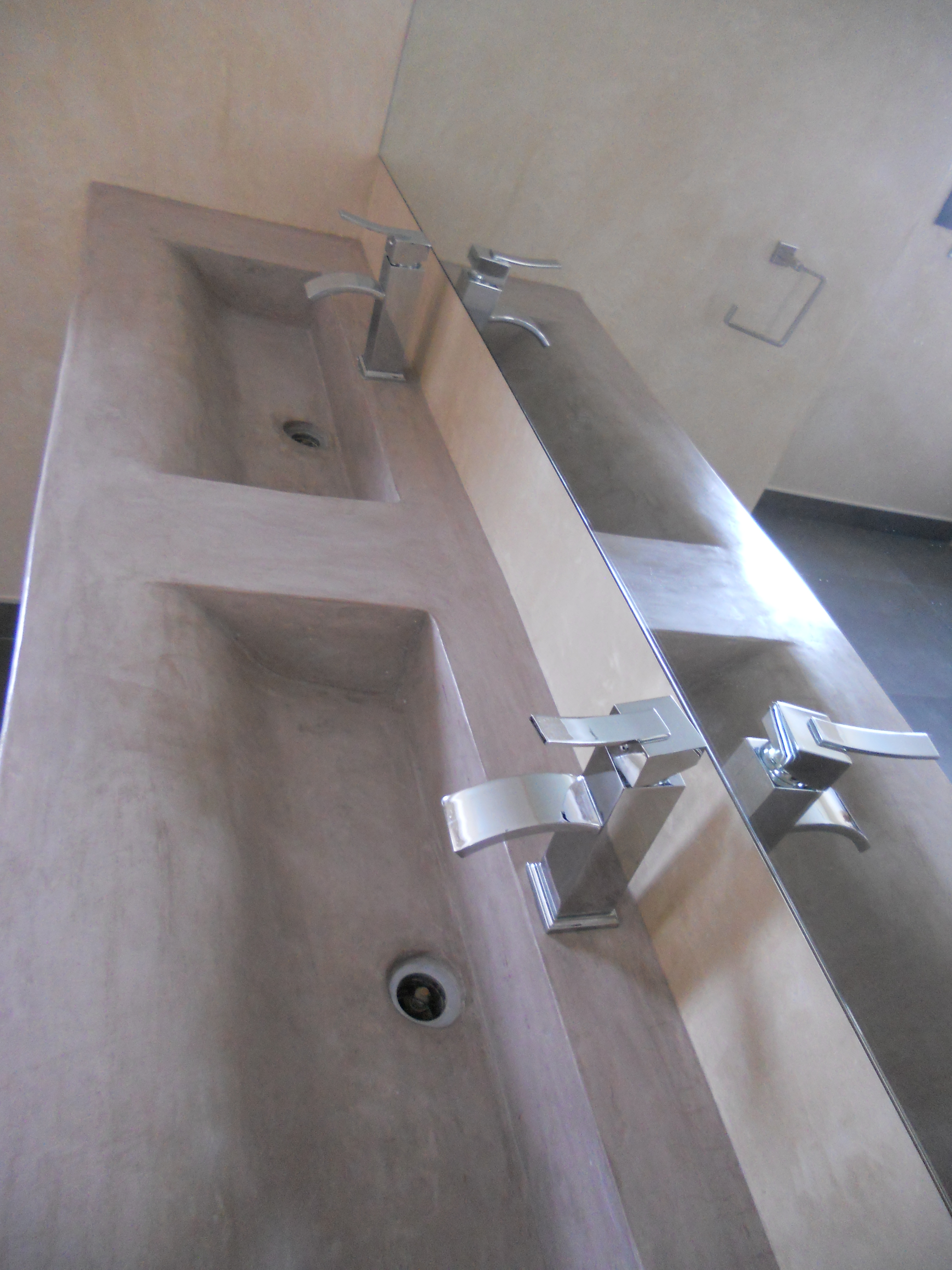
tadelakt vasques doubles

Le nom tadelakt (تدلاكت) est issu du verbe arabe دلك dalaka signifiant masser, frotter, polir, aplanir.

## Histoire
Le tadelakt est un savoir-faire ancestral traditionnel berbère, transmis par tradition orale (histoire des Berbères), inventé à base de chaux de Marrakech, de la région de Marrakech au Maroc, il y a plusieurs milliers d'années, pour sceller et étancher les citernes d'eau. 

Quelques murs de riads marocain en tadelakt
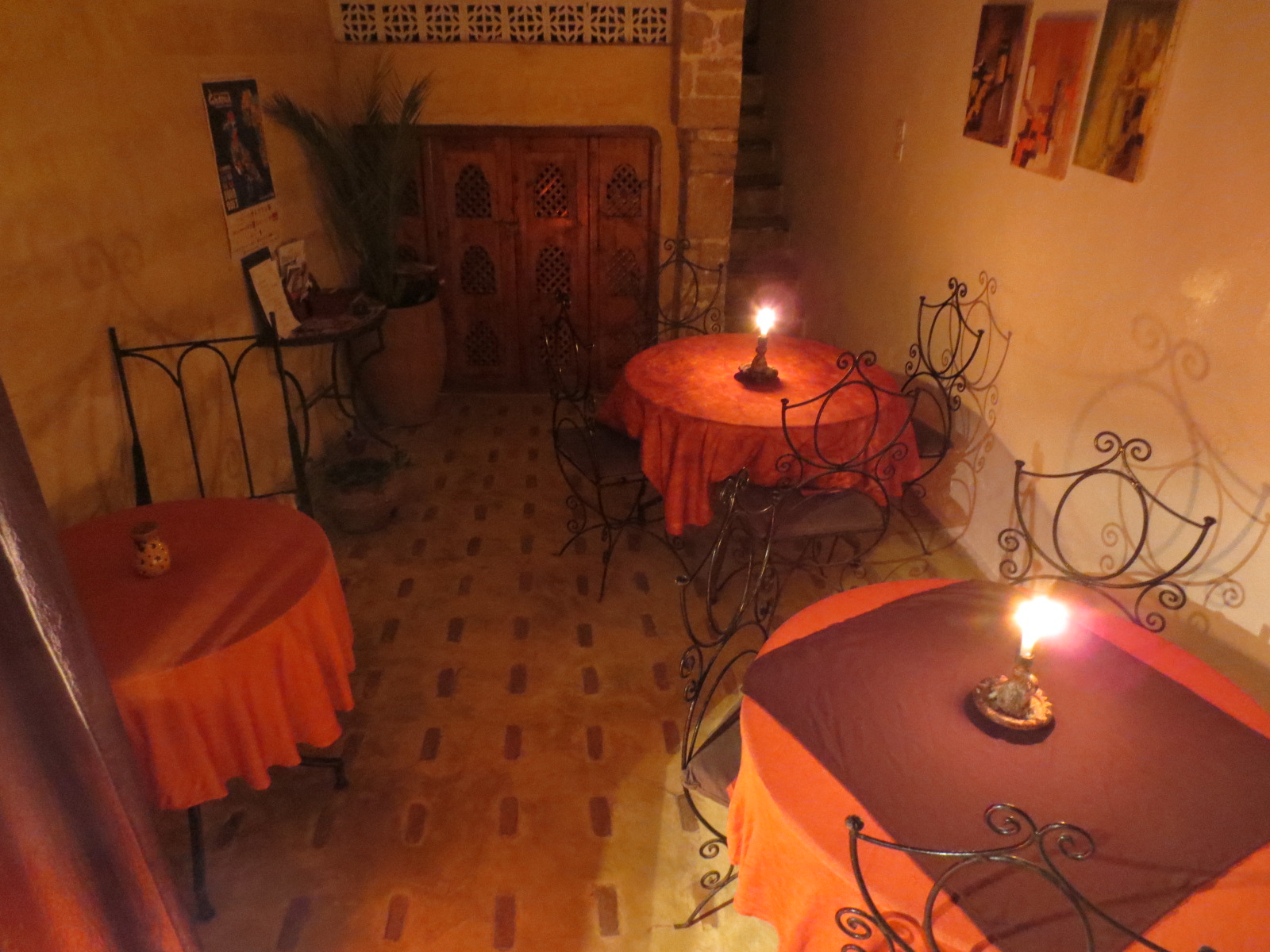
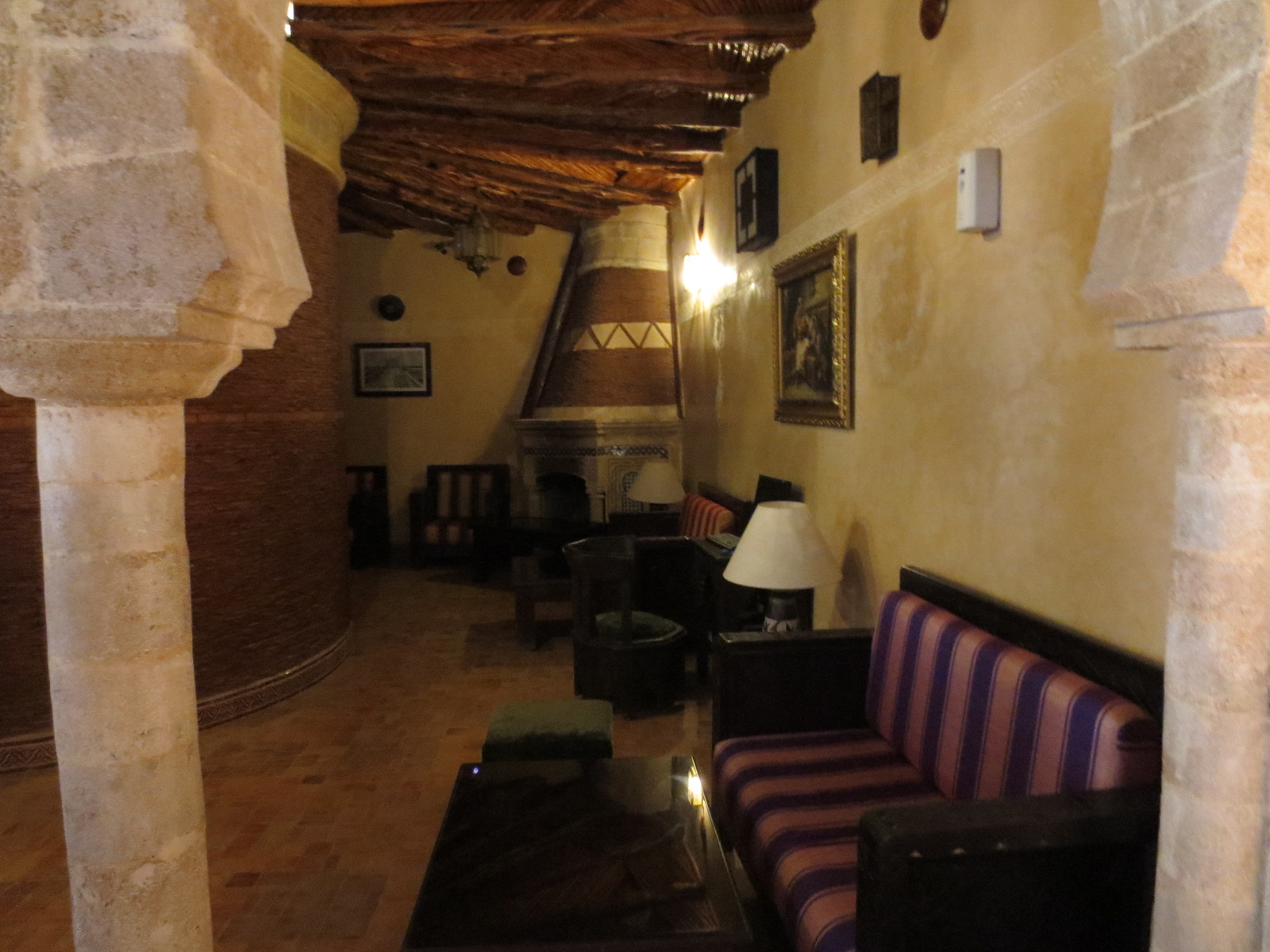
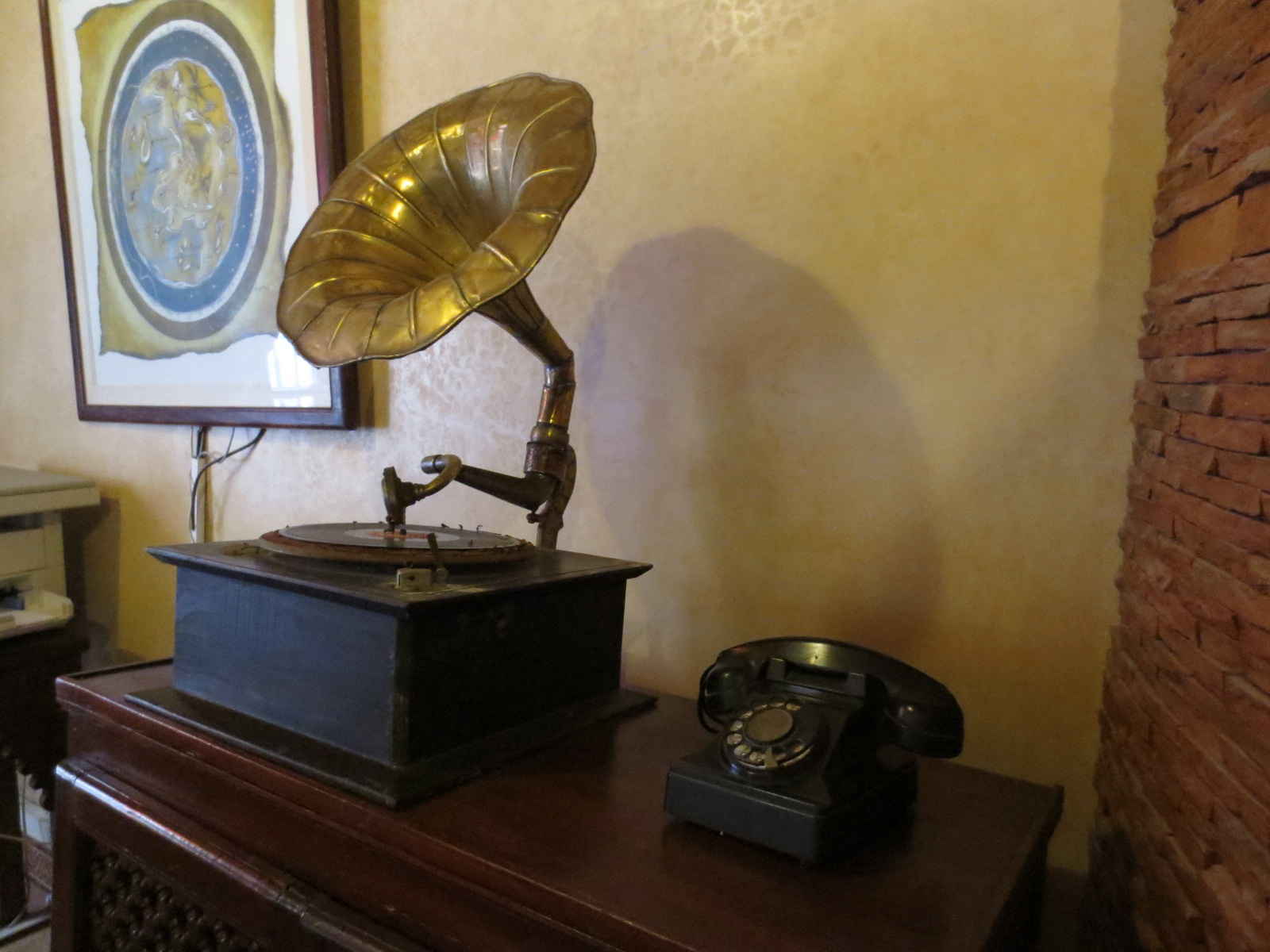
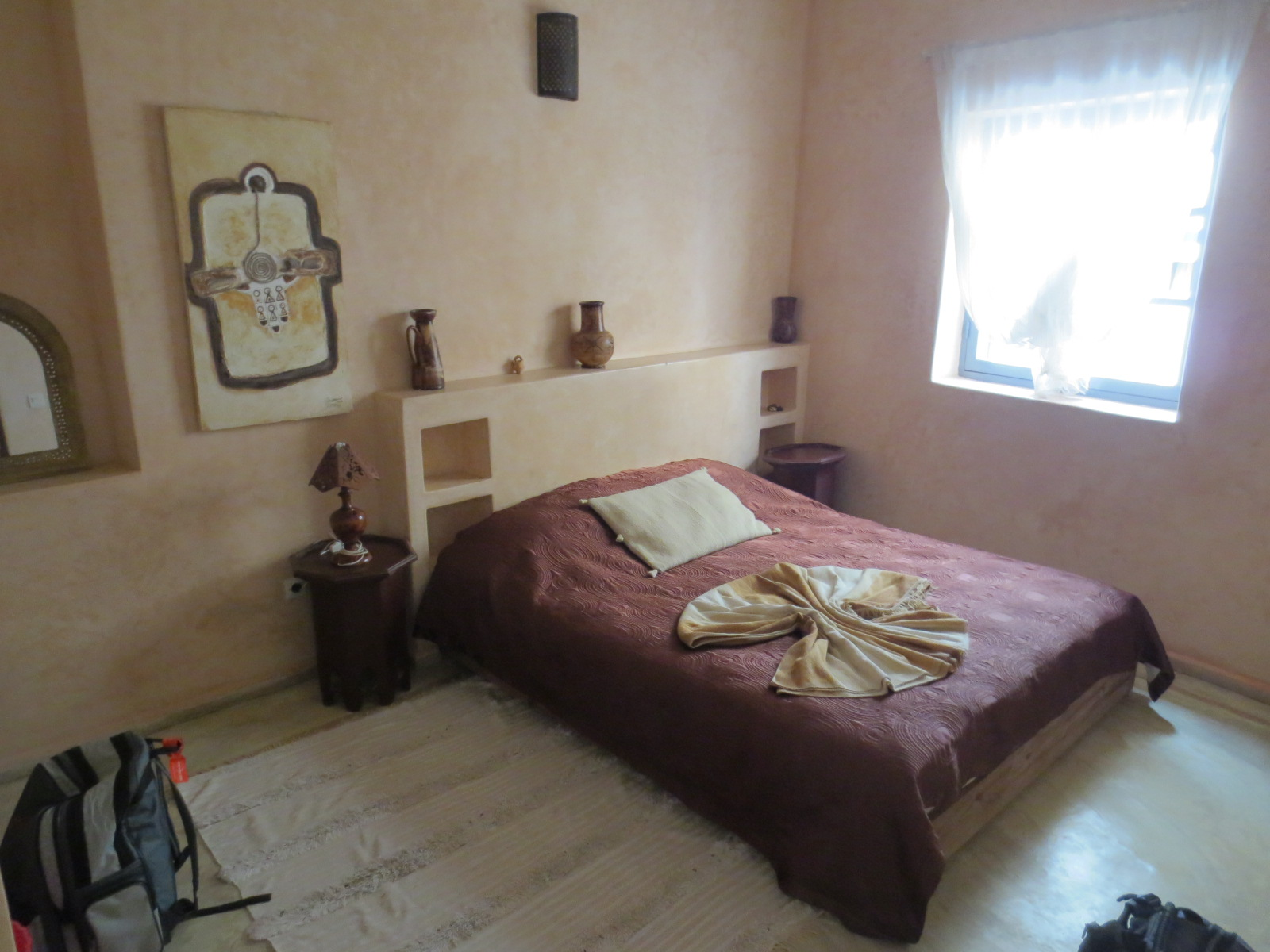

Élément traditionnel de l'artisanat marocain, et de la culture du Maroc, il se répand avec le temps aux pays du bassin méditerranéen, pour enduire entre autres des hammams, ou des murs et façades de palais... 

## Composition
Le tadelakt traditionnel est réalisé avec de la chaux de Marrakech en une seule passe (mélange naturel spécifique de chaux aérienne, de chaux hydraulique, et de différents minéraux). L'enduit est mélangé avec de l'eau de chaux et des pigments colorés pour le teinter. Il est étanchéifié par du savon noir, ou savon à l'huile d'olive ou à l'huile de lin, et patiné avec des galets de rivière, pour lui donner son aspect lissé, ondulé, de béton ciré marbré final définitif.

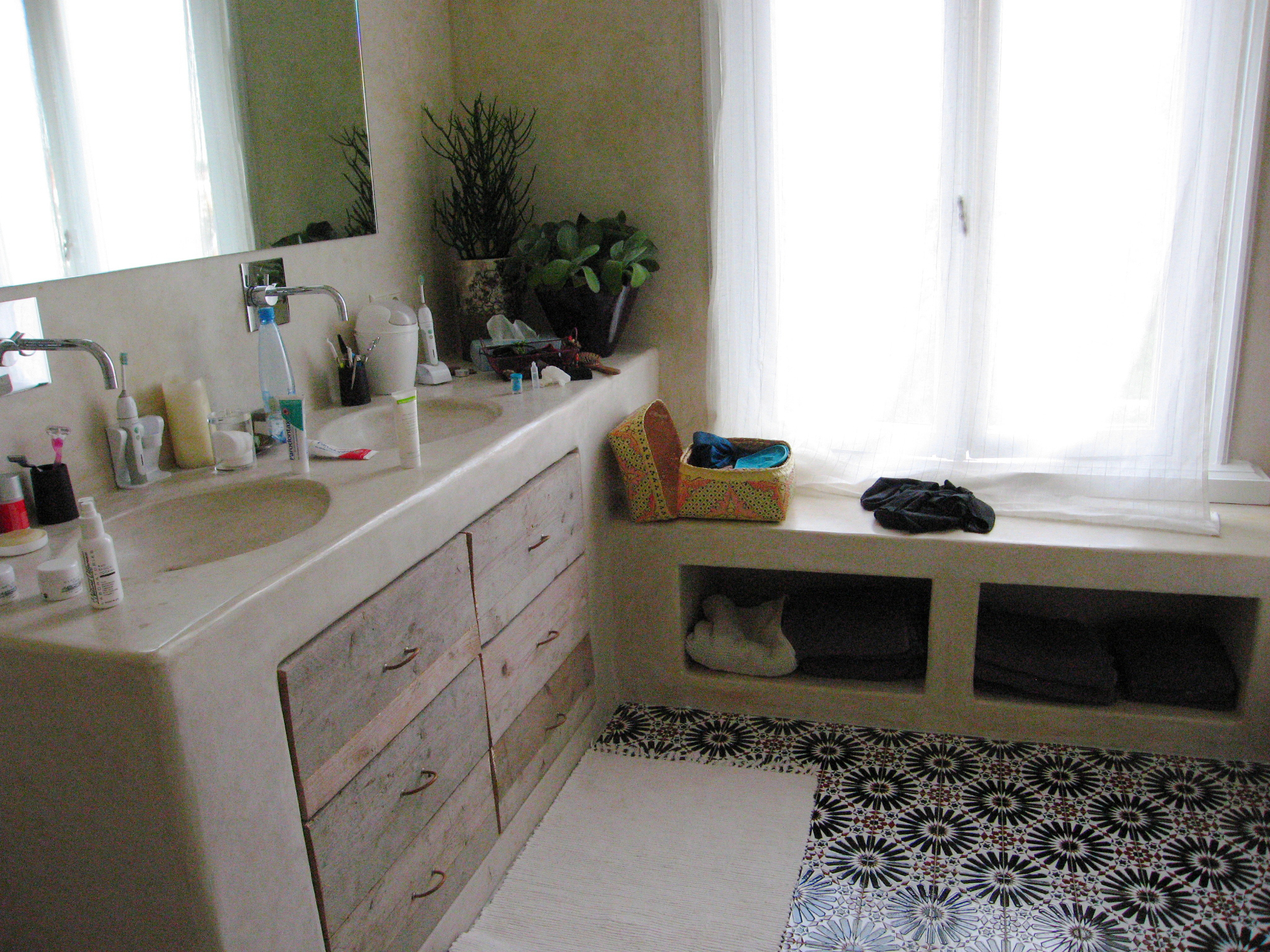
Salle de bains
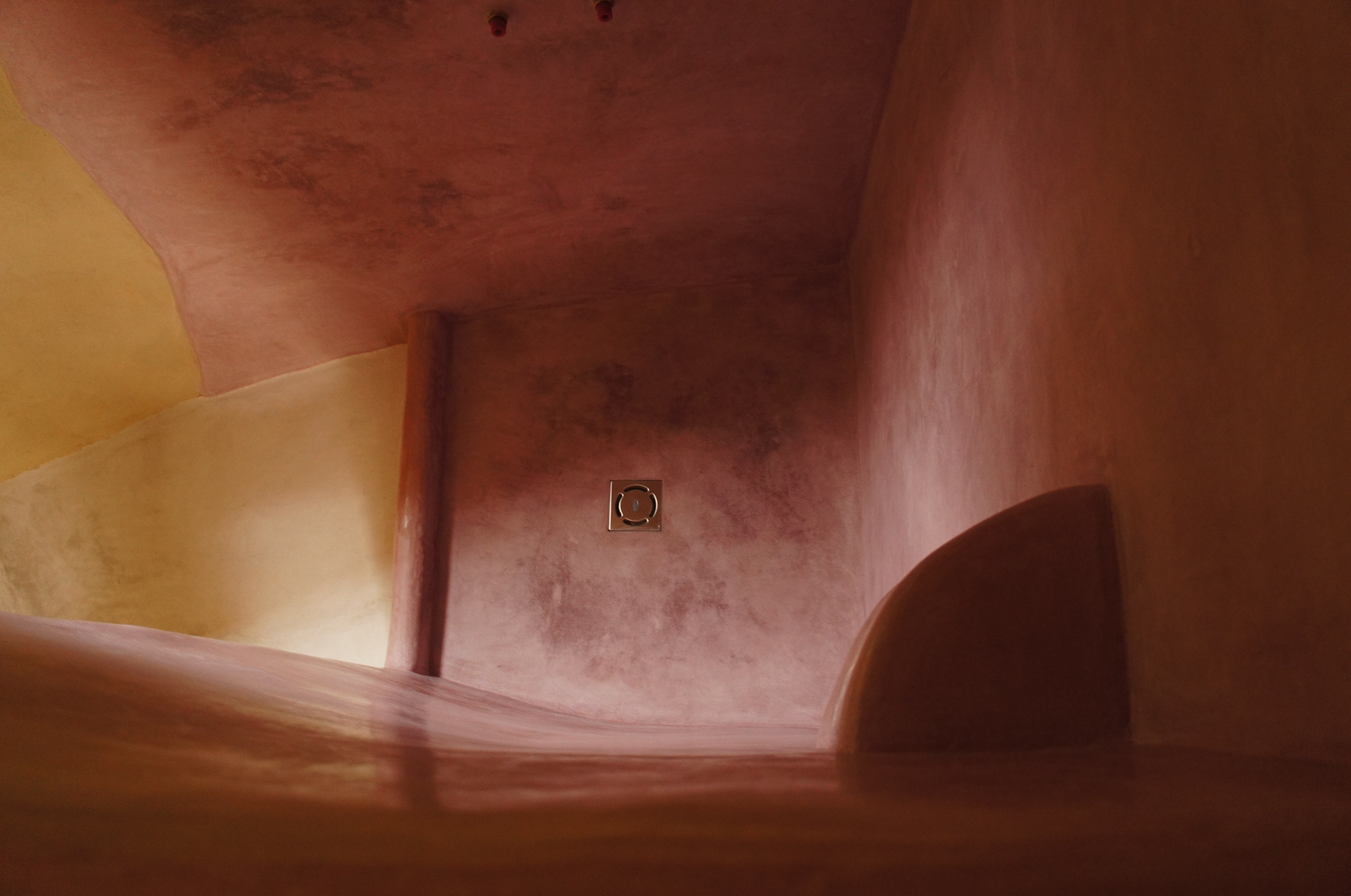
Douche
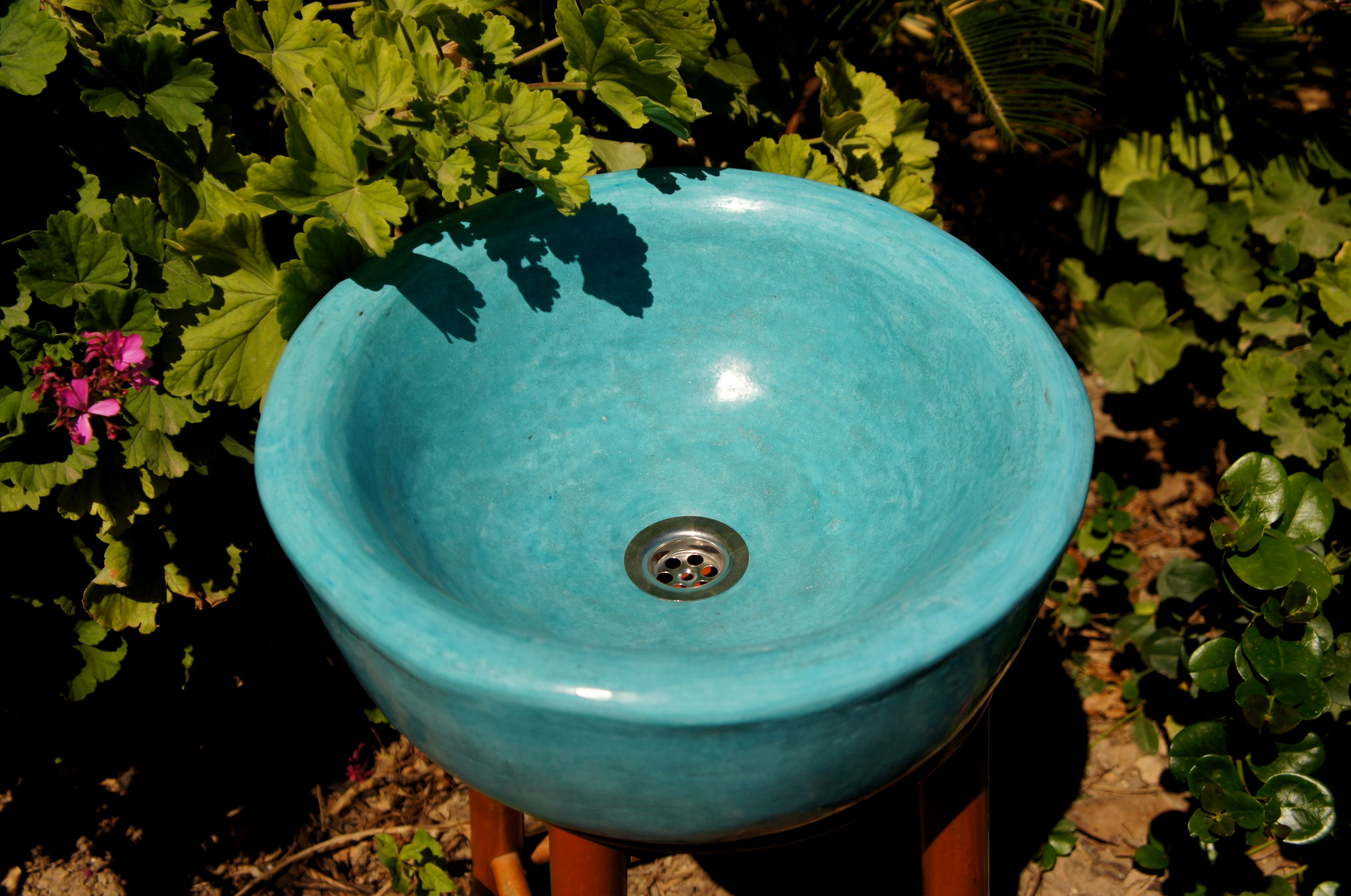
Évier

Ce mortier fragile aux coups, nécessite un entretien régulier pour ne pas perdre son étanchéité. Chaque éclat doit être réparé sous peine d'infiltration. Il s'entretient régulièrement avec un mélange d'eau et de savon noir. 

## Tadelakt artisanal

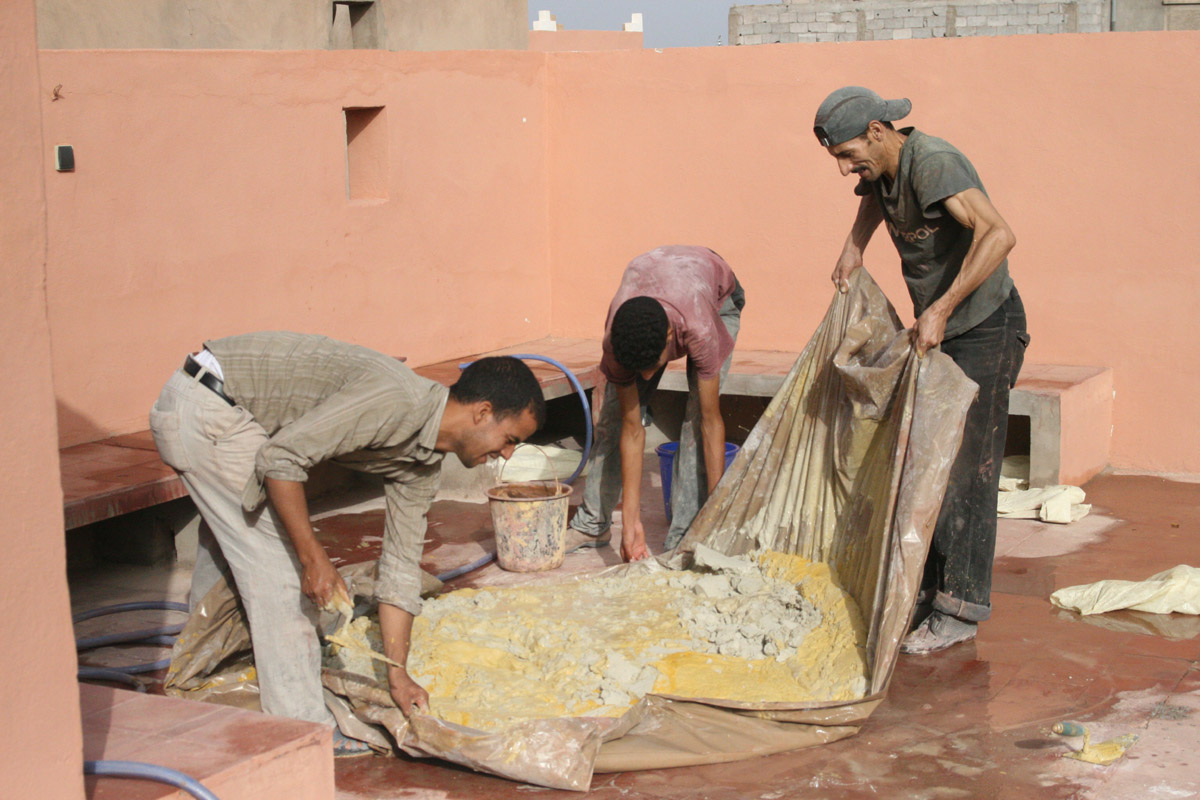
Mélange de chaux de Marrakech, d'eau de chaux, et de pigment jaune, pour préparer du tadelakt

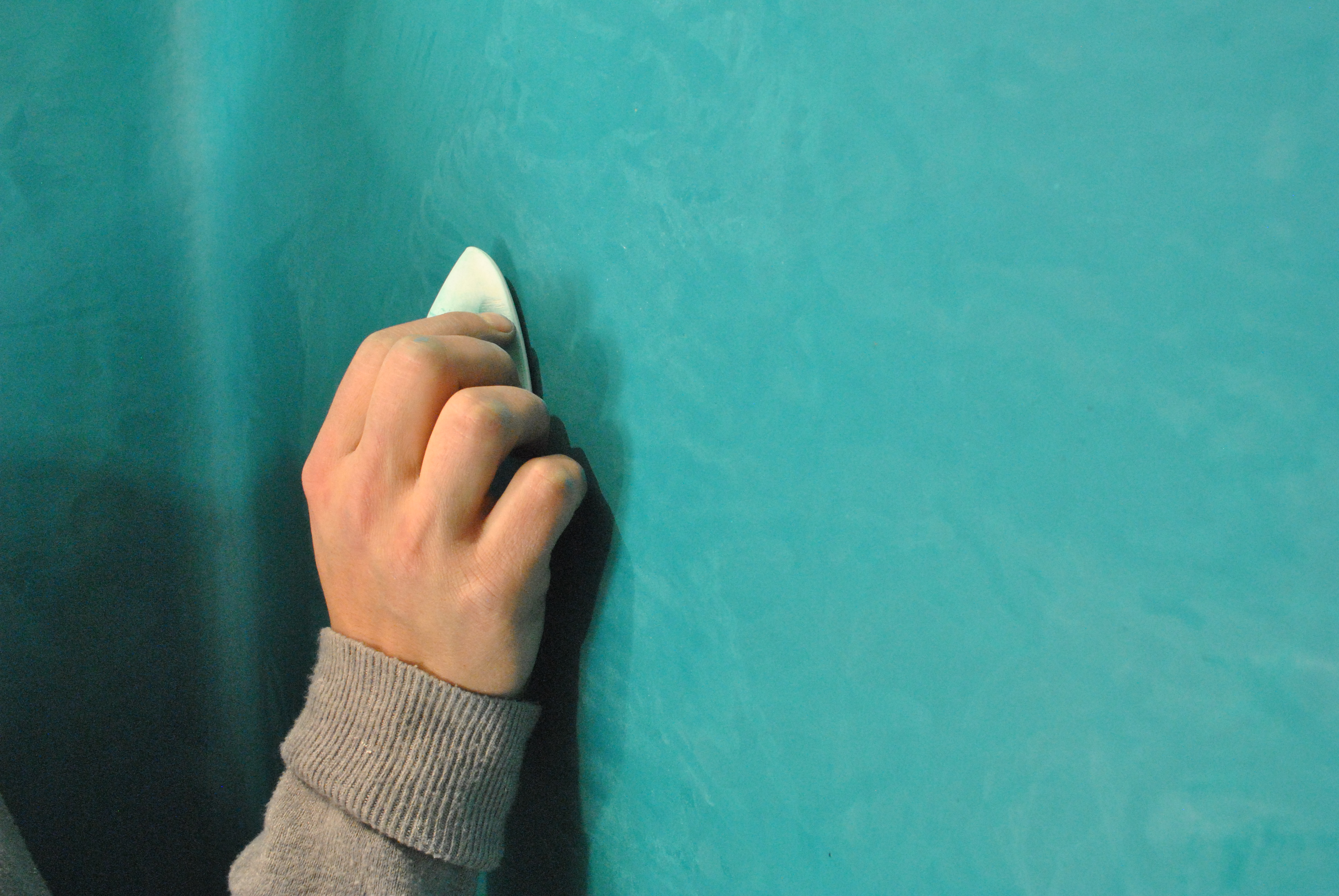
Polissage au galet

Le tadelakt relève d'un savoir-faire complexe, de maîtres artisans d'art mâalems, résultant d'un long temps d'apprentissage et de maîtrise. Il est appliqué en deux passes : une première couche d'accrochage (gobetis), puis une seconde pour l'enduit de chaux tadelakt. Il est appliqué à la taloche en bois, puis resserré à la truelle. Après un temps de repos variable, il est frotté (lorsque l'enduit commence à sécher) avec une palette en plastique ou un galet pour le polir jusqu'à ce qu'il brille. Du blanc d'œuf est parfois utilisé lors de ce premier polissage pour augmenter la dureté de surface.
Lorsque l'enduit est totalement sec, mais avant qu'il ne commence à carbonater (généralement le lendemain), la surface est étanchéifiée en l’induisant de savon noir dilué à l'eau (ou de savon à base d'huile d'olive ou d'huile de lin, tous les savons ne conviennent pas pour obtenir une réaction chimique hydrophobe adéquate), puis à nouveau polie pour obtenir un effet miroir. Un effet similaire peut être obtenu avec de la peinture à la chaux, au détriment de l'effet de profondeur du tadelakt.

## Quelques monuments en tadelakt

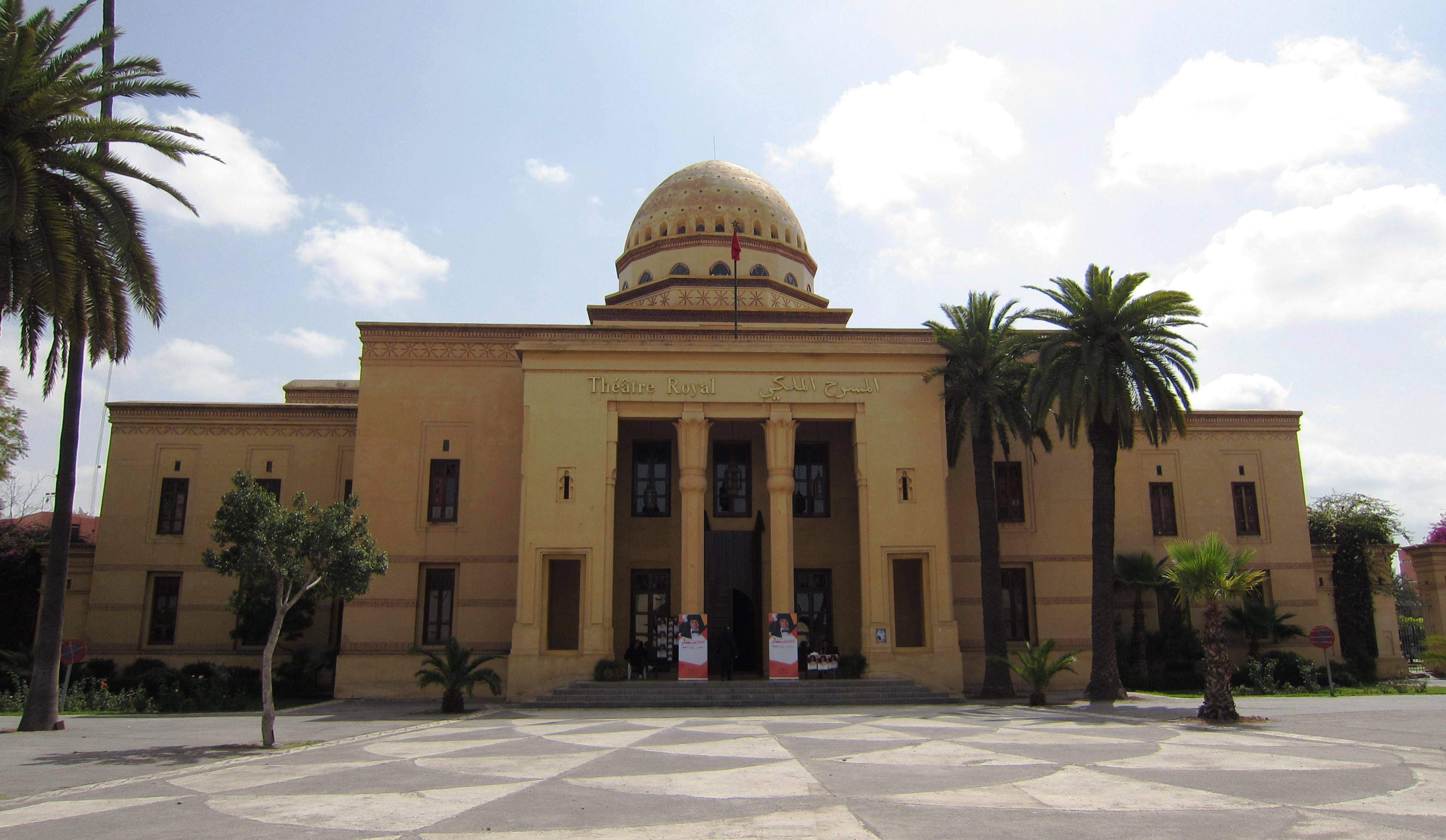
Théâtre Royal de Marrakech

Au Maroc, plusieurs bâtiments contemporains sont enduits au tadelakt décoratif, dont le Théâtre Royal de Marrakech, l'Hôtel Mogador d'Essaouira, ou le Twin Center de Casablanca (deux tours jumelles de 29 étages de 110 m de haut, entièrement recouvert de tadelakt blanc)...

## Tadelakt industriel
À la suite des nombreux articles parus dans les revues de décoration et l'engouement de la jet set internationale pour Marrakech, l'intérêt du public pour le tadelakt a poussé les industriels à créer des matériaux modernes ayant l'apparence du tadelakt traditionnel.
Si certains fabricants conditionnent de la véritable chaux marocaine, sa pose et son entretien requièrent une connaissance de la technique du tadelakt.
De nouveaux produits issus d'un mélange à base de chaux de Marrakech s'approchent des qualités esthétiques et techniques du tadelakt traditionnel tout en étant plus résistants et avec une facilité de pose adaptée aux habitudes occidentales.
La connaissance de la composition chimique de la chaux marocaine permet d'en obtenir une bonne imitation par un mélange de chaux aérienne, de chaux hydraulique et de minéraux très fins généralement de la poudre de marbre. Ce produit se rapproche du stuc.
D'autres produits sont essentiellement des bâtards de ciments et de chaux. Certains cimentiers combinent des produits de synthèse à des ciments afin d’obtenir une accroche et une résistance rapides ainsi qu'un fini brillant. La pose est très simple, mais le résultat esthétique s'éloigne du tadelakt. Ces matériaux modernes doivent pour la plupart être protégés de l'humidité par des vernis afin d'éviter la remontée en surface des sels calcaires (efflorescence).

## Le qadâd, variante du tadelakt

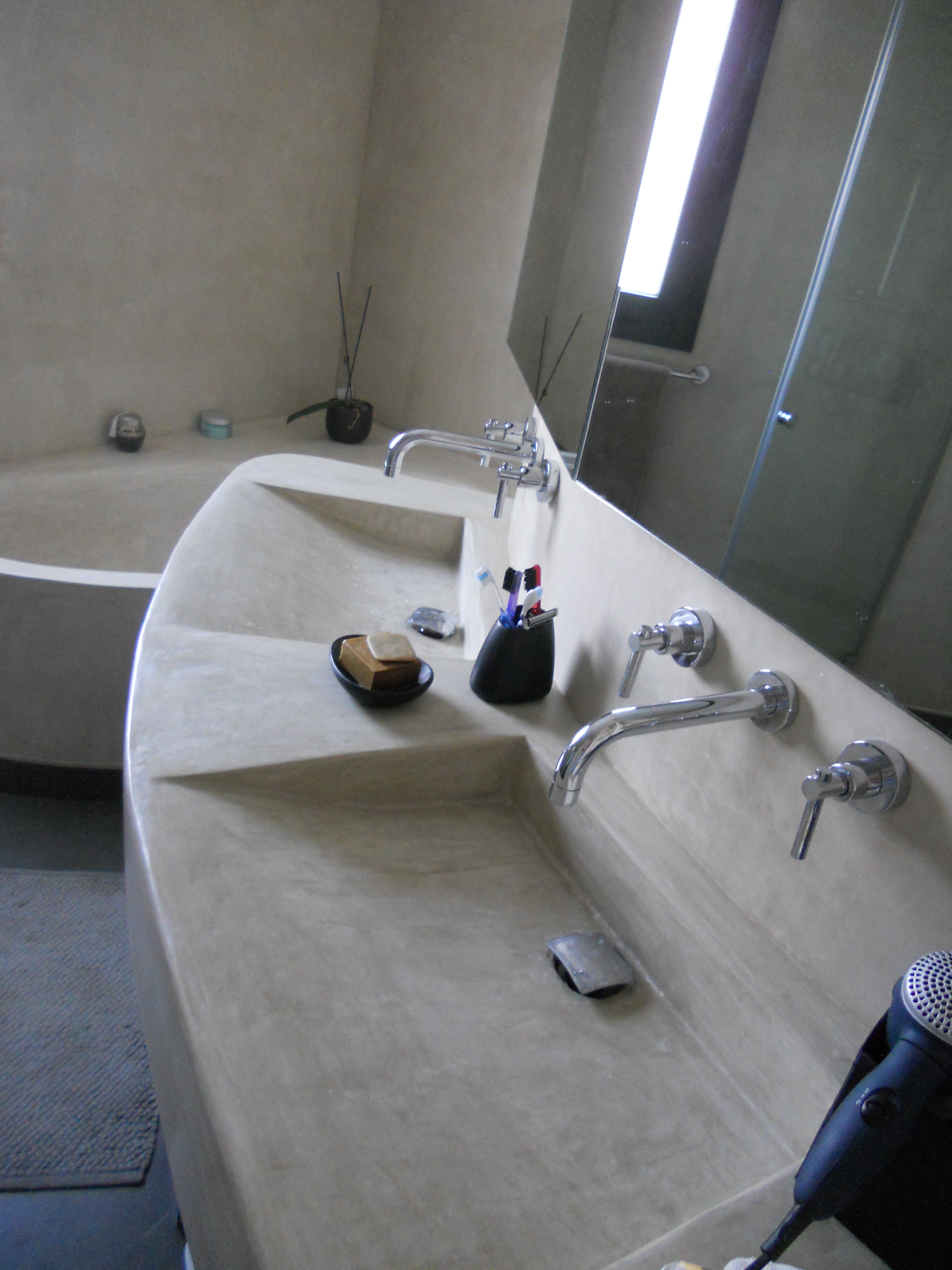
tadelakt création salle d'eau

À Sanaa (capitale du Yémen) le qadâd (ar) est formé d’un mélange de chaux et de sable issu de pierres volcaniques. Avant son utilisation, la lave noire et poreuse est lavée. Selon les régions, la lave est remplacée par du sable de rivière. La tradition orale mentionne la présence d’éléments organiques qu’on mélange parfois au qadâd ou au lait de chaux : adjonction de sucre, d’œufs ou de lait de chamelle. En Europe, depuis l’Antiquité, on connaît une série d’ingrédients non organiques qui permettaient une meilleure consistance du crépi : pierre ponce, lave, poudre de tuiles d’argile, gravillons d’argile, argile réfractaire en différentes granulométries. 
Le terme qadâd désigne une très ancienne technique d'enduit. On l'utilisait déjà au VIIIe siècle av. J.-C. (le barrage de Mârib). Sa composition et sa fabrication diffèrent selon les régions, la géologie et le climat.
Comme tous les matériaux de construction naturels, le qadâd agit en régulateur de température et il est plutôt rafraîchissant. Son imperméabilité, son extrême longévité, ses propriétés antiseptiques lui font jouer un grand rôle architectural, spécialement dans les citernes. On l'applique pour la couverture des toits-terrasses. Il est souvent détruit par les propriétaires et remplacé par du plâtre ou du ciment. De telles interventions causent des pertes irrémédiables, entre autres parce que le qadâd était souvent orné de beaux motifs (cas des coupoles des mosquées à Sanaa de Mahdî Abbâs et d'al-Mutawakkil).
L'usage du qadâd est coûteux, en raison du nombre d’hommes nécessaire et du temps d'exécution. Il est difficile pour un simple particulier de faire recouvrir son toit en qadâd. De nouvelles techniques et formes de construction ont fait leur apparition depuis la révolution de 1962 et l’ouverture du Yémen. Le ciment a totalement supplanté le qadâd.
Il en résulta que, dans un premier temps, le qadâd tomba dans l’oubli et ne fut plus transmis aux nouvelles générations de maçons. Pour les projets de restauration des années 1980, on a dû rechercher d'anciens maîtres-artisans. Aujourd’hui, on montre un vif intérêt à la conservation de cette technique et à son utilisation dans les restaurations.